# Tiazesim
Tiazesim, anteriormente vendido sob a marca Altinil, é um antidepressivo heterocíclico relacionado aos antidepressivos tricíclicos (TCAs) que foi introduzido em 1966 pela Squibb Corporation (agora Bristol-Myers Squibb). O tiazesim foi descontinuado e não é mais comercializado.